# Regierung Vladimír Mečiar II

Parteilogo der HZDS

Die slowakische Regierung Vladimír Mečiar II wurde nach der Parlamentswahl vom 5. und 6. Juni 1992 gebildet. Sie amtierte vom 24. Juni 1992 bis 15. März 1994. Ministerpräsident war Vladimír Mečiar.
Sie fungierte zunächst als Minderheitsregierung der Bewegung für eine demokratische Slowakei (HZDS) von Premier Mečiar und ab 10. Oktober 1993 als Koalitionsregierung der HZDS mit der Slowakischen Nationalpartei (SNS).
Ab 1. Januar 1993 fungierte sie als die erste Regierung der unabhängigen Slowakei.

## Zusammensetzung der Regierung

### Ministerpräsident
- Vladimír Mečiar

### Vizeministerpräsidenten
- Roman Kováč (HZDS, bis 25. Februar 1993)
- Milan Kňažko (HZDS, bis 25. Februar 1993)
- Marián Andel (SNS, ab 10. Oktober 1993)
- Sergej Kozlík (HZDS, ab 10. Oktober 1993)
- Jozef Prokeš (SNS, ab 10. Oktober 1993)

### Minister
- Außenminister: Milan Kňažko (HZDS), ab 19. März 1993 Jozef Moravčík (HZDS)
- Wirtschaftsminister: Ľudovít Černák (SNS), ab 19. März 1993 Jaroslav Kubečka (HZDS), ab 10. November 1994 Ján Ducký (HZDS)
- Finanzminister: Juliús Tóth (HZDS)
- Arbeits- und Sozialminister: Oľga Keltošová (HZDS)
- Minister für Verwaltung und Privatisierung des Nationaleigentums: Ľubomír Dolgoš (HZDS)
- Minister für Landwirtschaft und Ernährung: Peter Baco (HZDS)
- Kulturminister: Dušan Slobodník (HZDS)
- Bildungsminister: Matúš Kučera (HZDS), ab 22. Juni 1993 Roman Kováč (HZDS), ab 10. November 1993 Jaroslav Paška (SNS)
- Gesundheitsminister: Viliam Soboňa (HZDS), ab 24. November 1993 Irena Belohorská (HZDS)
- Innenminister: Jozef Tuchyňa (HZDS)
- Verteidigungsminister: ab 16. März 1993 Imrich Andrejčák (HZDS)
- Justizminister: Katarína Tóthová (HZDS)
- Verkehrsminister: Roman Hofbauer (HZDS)